# ميلان نيميث
ميلان نيميث (بالمجرية: Németh Milán)‏ هو لاعب كرة قدم مجري في مركز الدفاع، ولد في 29 مايو 1988 في زومباثلي في المجر. لعب مع نادي ديوسجوري.